# Ewald Burian
Ewald Burian (Chernivtsi, Austria-Hungría, 12 de julio de 1896 - Colonia, Alemania, 3 de noviembre de 1981) fue un Oberst altamente condecorado en la Wehrmacht durante Segunda Guerra Mundial. Recibió la Cruz de Caballero de la Cruz de Hierro. 

## Premios y decoraciones
- Cruz de honor de la Guerra Mundial 1914/1918
- Cruz de Hierro (1939)
  - 2.ª Clase (1 de abril de 1942)
  - 1.ª Clase (1 de agosto de 1942)
- Insignia de Asalto de Infantería (3 de junio de 1942)
- Medalla de Frente oriental (21 de julio de 1942)
- Cruz alemana en Oro (21 de octubre de 1943)
- La cruz del caballero de la Cruz de Hierro el 4 de octubre de 1944 como Oberst y comandante del Grenadier-Regiment 980[1]

### Citas
1. ↑  Fellgiebel 2000, p. 128.